# Georges de Ménil

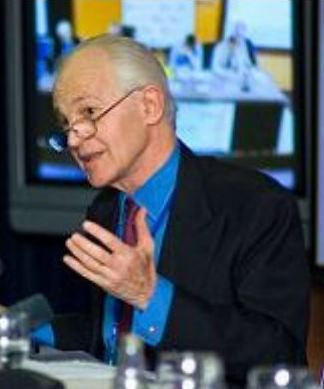
Georges de Ménil (2013)

Georges de Ménil (* 4. Dezember 1940 in Clairac) ist ein US-amerikanischer Ökonom und Regierungsberater französischer Herkunft. Er ist emeritierter Professor der École des Hautes Études en Sciences Sociales in Paris.

## Leben
Georges de Ménil wurde 1940 als Sohn des Unternehmers, Philanthropen und Kunstsammlers John de Ménil (siehe Menil Collection) und seiner Frau Dominique de Ménil in Frankreich geboren. Seine Mutter war die Erbin von Conrad Schlumberger. 1941 emigrierte die Familie über Großbritannien in die USA.
Nach dem Geschichtsstudium an der Harvard University (B.A. 1963) machte er 1968 seinen Ph.D. in Economics am Massachusetts Institute of Technology in Cambridge, Massachusetts. Danach war er Assistent Professor am Boston College in Chestnut Hill, Massachusetts und der Princeton University. 1978 wurde er Professor für Volkswirtschaftslehre an der École des Hautes Études en Sciences Sociales (EHESS) in Paris. Ebendort gründete er das Center for Quantitative and Comparative Economics (heute: DELTA). Darüber hinaus ist er u. a. Mitglied im Board of Directors der École d’Économie de Paris und Präsident der American Foundation for the Paris School of Economics. Es schlossen sich Gastprofessuren an der John F. Kennedy School of Government in Cambridge, Massachusetts und der Stern School of Business der New York University an.
Von 1970 bis 1988 war er Direktor des familieneigenen Erdölexplorations- und Ölfeldservice-Unternehmens Schlumberger Limited. 1975 wurde er zum Chargé de Mission im französischen Finanzministerium ernannt und mit seinem Kollegen Philippe Nasse mit der Ausarbeitung und Umsetzung des METRIC-Modells (frz.: Modèle Économétrique Trimestriel de Conjoncture), einem Konjunkturmodell, betraut. 1978 gründete er das NBER International Seminar on Macroeconomics. 1982/83 war er Visiting Fellow beim Council on Foreign Relations in New York. 1985 war er an der Gründung der Zeitschrift Economic Policy beteiligt, die durch die Einrichtungen CEPR (London), CES (München) und DELTA (Paris) herausgegeben wird; außerdem ist er bis heute Mitglied des Editorial Boards der Zeitschrift Commentaire, die 1978 durch Raymond Aron gegründet wurde.
Von 1995 bis 1997 war er gemeinsam mit Anders Åslund und Marek Dąbrowski Co-Direktor der Soros International Economic Advisory Group (SIEAG) in Kiew, Ukraine. Von 1996 bis 2003 beriet er die Nationale Universität Kiew-Mohyla-Akademie in einem Masterprogramm. Von 1997 bis 2000 war er Berater des rumänischen Ministerpräsidenten und projektbezogen für das dortige Ministerul Muncii, Familiei și Protecției Sociale tätig. 1998 begründete er das Romanian Center for Economic Policy mit. Später gehörte er einer Task Force des Entwicklungsprogramms der Vereinten Nationen und der John F. Kennedy School of Government zur Reform des jugoslawischen Bankensystems (2001) und der durch die UN geförderten Blue Ribbon Commission for Ukraine (2004) an. Seit 1999 ist er Mitglied im International Council of Central European University in Budapest, Ungarn. Außerdem organisierte er mehrere Konferenzen und ist Autor von Büchern.
Er ist mit der Historikerin Lois Pattison de Menil verheiratet.

## Auszeichnungen
- 1995: Ordre des Palmes Académiques, Frankreich (Chevalier)
- 2000: Orden „Für Verdienst“, Rumänien (Commander)
- 2007: Publikationspreis (in Erinnerung an François-Joseph Audiffred) der Académie des sciences morales et politiques
- 2015: Mitglied der Academie des Sciences Morales et Politiques de l'Institut de France

## Schriften
- Bargaining. Monopoly Power Versus Union Power. MIT Press, Cambridge, MA 1972.
- mit Anthony M. Solomon: Weltwirtschaftsgipfel (= Arbeitspapiere zur internationalen Politik, Nr. 26). Mit einem Vorwort von Helmut Schmidt. Europa Union, Bonn 1983, ISBN 3-7713-0203-X.
- mit Uwe Westphal (Hrsg.): Stabilization Policy in France and the Federal Republic of Germany (= Contributions to Economic Analysis, Nr. 153). Elsevier Science, Amsterdam u. a. 1985, ISBN 0-444-87529-8.
- mit Anders Åslund (Hrsg.): Economic Reform in Ukraine. The Unfinished Agenda. Sharpe, New York 2000, ISBN 978-0-7656-0624-2.
- Common Sense. Pour débloquer la société française. Éditions Odile Jacob, Paris 2007, ISBN 978-2-7381-1871-4.